# Guy Forget
Guy Forget (* 4. ledna 1965 Casablanca) je bývalý francouzský tenista. Jeho profesionální kariéra trvala od roku 1982 do roku 1997. Hrál levou rukou, těžil ze své výšky 190 cm.
V roce 1982 byl juniorským mistrem světa. Ve své kariéře vyhrál jedenáct turnajů Asociace tenisových profesionálů ve dvouhře a osmadvacet turnajů ve čtyřhře. Ve světovém žebříčku dvouhry byl nejlépe čtvrtý ve dvouhře (březen 1991) a třetí ve čtyřhře (srpen 1986). V roce 1990 vyhrál s Jakobem Hlaskem čtyřhru na Turnaji mistrů. Byl finalistou mužské čtyřhry na French Open v letech 1987 a 1996. V roce 1994 získal cenu ATP za návrat roku.
V roce 1986 vyhrál Světový pohár družstev. Za daviscupový tým Francie odehrál 24 zápasů ve dvouhře (17 vítězných) a 25 ve čtyřhře (21 vítězných). Byl členem mužstva, které vyhrálo Světovou skupinu v letech 1991 a 1996. V roce 1991 byl spolu s Henri Lecontem vyhlášen časopisem L'Équipe za nejlepšího francouzského sportovce roku.
Po ukončení kariéry byl nehrajícím kapitánem francouzské daviscupové reprezentace a v letech 2016–2021 ředitelem French Open. Je také častým účastníkem veteránských soutěží. S manželkou Isabelle žije v Neuchâtelu, je dvojnásobným otcem.
Skupina Phish mu věnovala píseň „Guy Forget“.